# Bottegia russellae
Bottegia russellae là một loài bọ cánh cứng trong họ Cerambycidae.